# Habartice

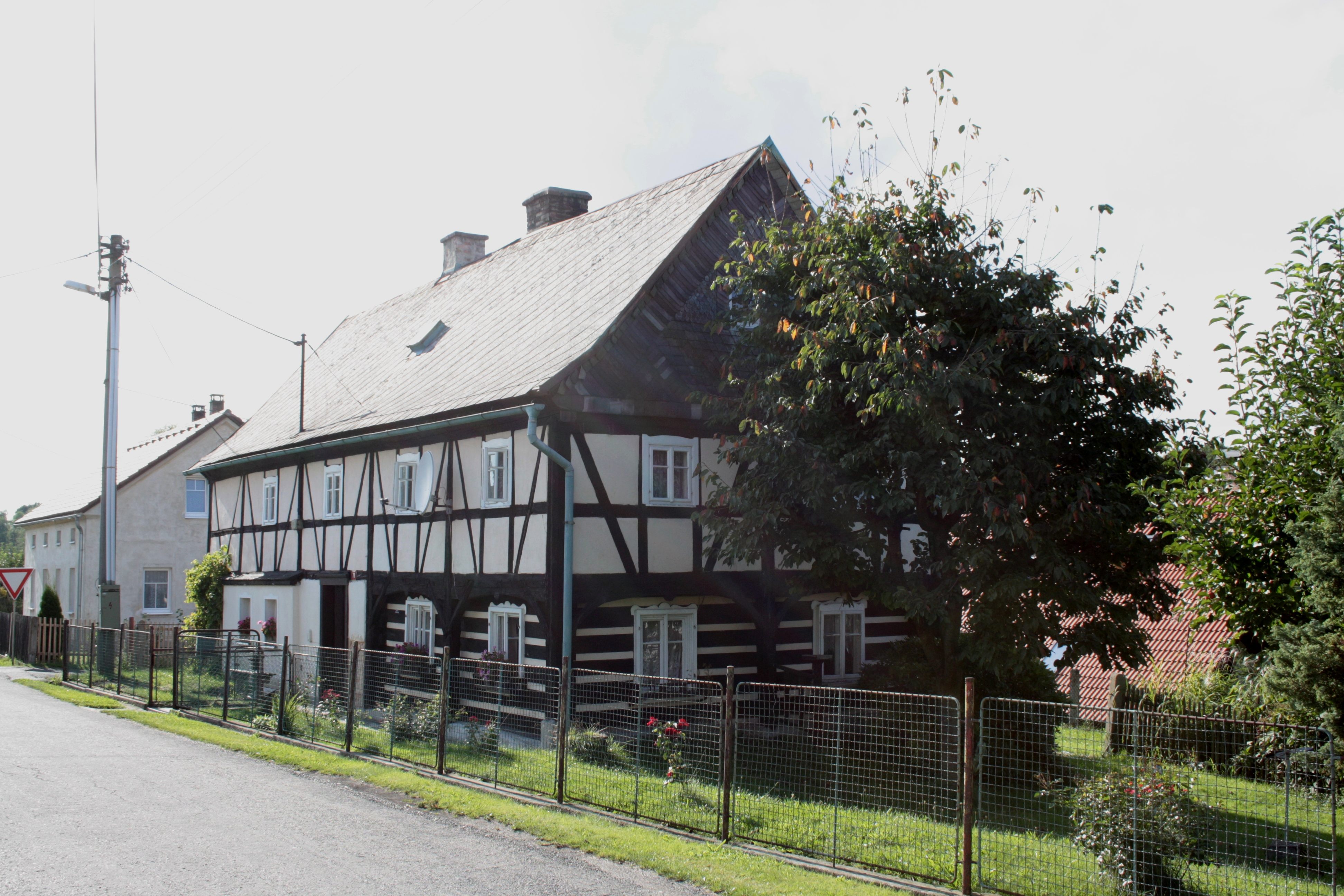
Umgebindehaus Nr. 70

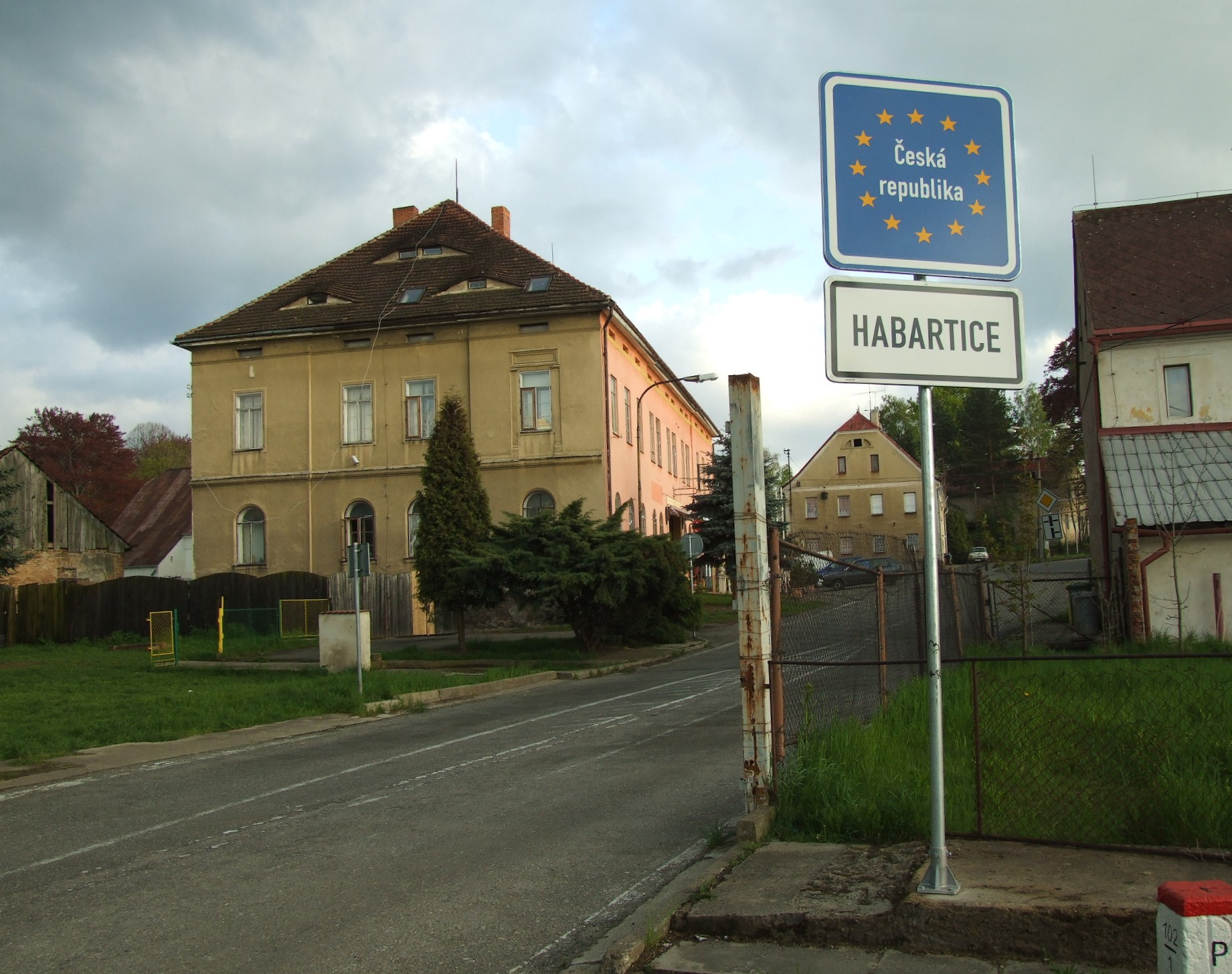
Ortseingang

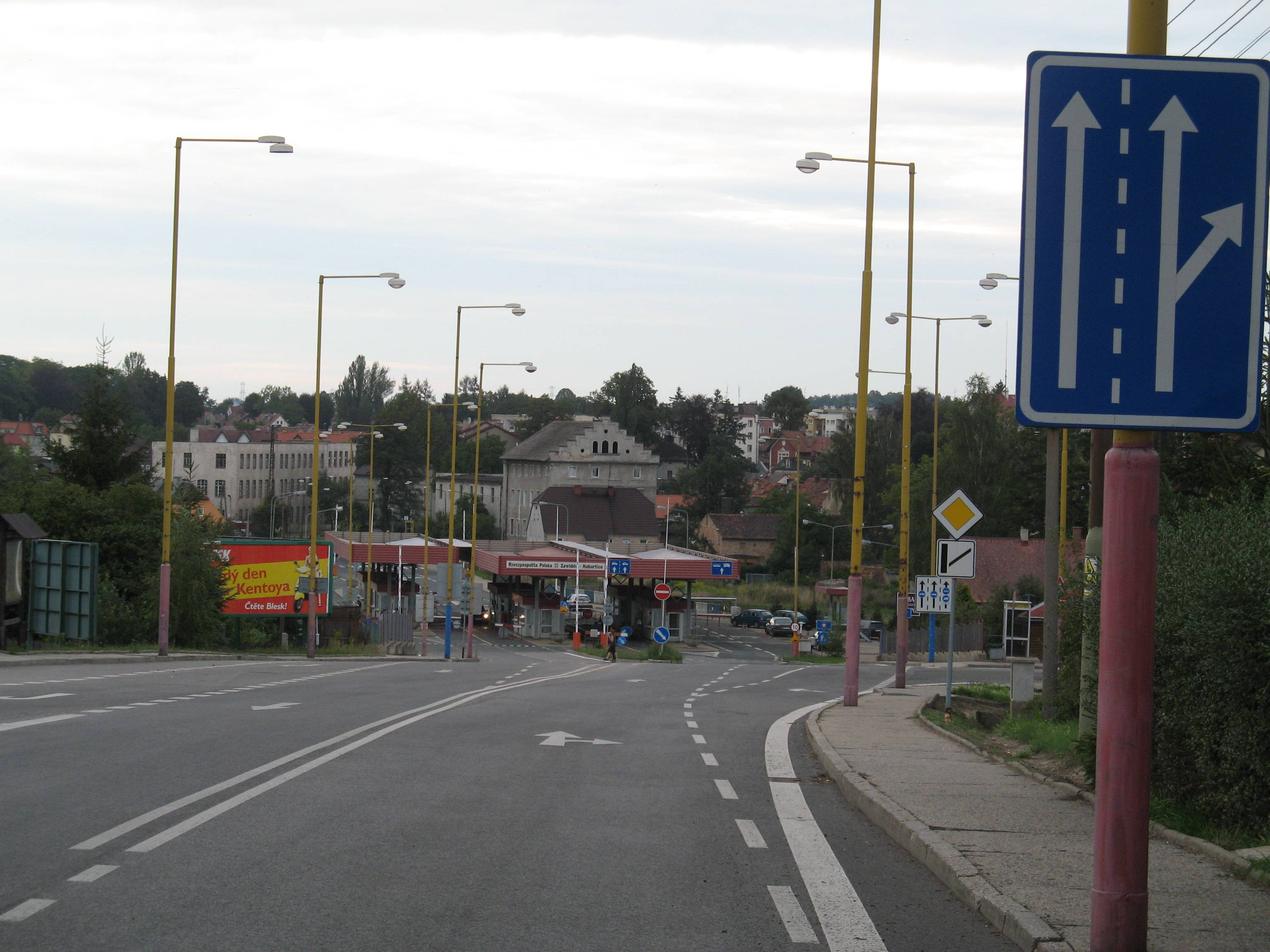
Kontrollstelle am Grenzübergang in Habartice (2006)

Habartice (deutsch Ebersdorf) ist eine Gemeinde  bei Frýdlant (Friedland) im äußersten Norden Tschechiens im Bezirk Liberec des Liberecký kraj in der Nähe der Grenzen zu Deutschland (Sachsen) und Polen.

## Geographie
Habartice liegt linksseitig des Grenzbaches Koci Potok / Kočičí potok (Katzbach) im Isergebirgsvorland. Nachbarorte sind Zawidów im Norden, Stary Zawidów im Nordosten, Miedziane und Háj im Osten, Horní Pertoltice im Südosten, Dolní Pertoltice im Süden, Černousy im Südwesten, Ostróżno im Westen sowie Skiba im Nordwesten.

## Geschichte
Die erste Erwähnung von Ebersdorf stammt aus dem Jahr 1399, als dort ein Lehnsgut im Besitz der Herren von Tschirnhaus war. Ab der zweiten Hälfte des 15. Jahrhunderts gehörte das Gut der Familie von Bindemann. 1592 wurde es aufgrund wirtschaftlicher Schwierigkeiten geteilt; den unteren Teil behielt die Familie Bindemann, der obere Teil fiel der Familie Schwanitz zu. Zur erneuten Zusammenlegung des Gutes kam es im Jahr 1662 durch den Lausitzer Adligen Hans Ludwig von Rodewitz, der es bis 1712 besaß. Von da an gehörte das Gut dem Grafen Johann Wenzel Gallas.
Das Leben der Einwohner von Ebersdorf war eng mit denen von Seidenberg (Zawidów) geknüpft. So besuchten zum Beispiel die Menschen gemeinsam die Kirche in Seidenberg und hatten zahlreiche Kriege zu erdulden, bis 1620 Seidenberg und Ebersdorf von der Friedländer Herrschaft getrennt wurden. Die eigentliche Grenze entlang der Katzbach wurde 1635 gebildet, als die Lausitz zu Sachsen kam. Nach dem Ende des Dreißigjährigen Krieges flüchteten hunderte Exulanten aus dem Friedländer Gebiet nach Seidenberg.
Ebersdorf hatte 1834 mehr als 500 Einwohner. Zur Entwicklung der Siedlung trug entscheidend der Bau einer Straße aus Friedland in den Jahren 1830–1833 sowie einer Eisenbahnstrecke von Friedland nach Seidenberg bei. Die fertiggestellte Straße wurde 1833 vom russischen Zaren Nikolaus I. sowie vom damaligen preußischen Kronprinzen auf der Reise nach Böhmen zu einem Treffen mit dem österreichischen Kaiser benutzt. Der Ort gehörte ab der Mitte des 19. Jahrhunderts zum Gerichtsbezirk Friedland bzw. zum Bezirk Friedland.
Nach dem Münchner Abkommen wurde der Ort dem Deutschen Reich zugeschlagen und gehörte bis 1945 zum Landkreis Friedland.
Nach dem Zweiten Weltkrieg wurden fast alle Menschen, die Angehörige der deutschen Volksgruppe waren, durch die Beneš-Dekrete aus Ebersdorf vertrieben. Selbst nach der Neubesiedlung durch ethnische Tschechen bis in die 1990er Jahre hinein stand jedes zweite Haus leer.
Heute verfügt die Ortschaft über mehrere Gaststätten und zwei Einkaufsmöglichkeiten, die sich direkt an der Grenze befinden.

## Gemeindegliederung
Die Gemeinde Habartice besteht aus den Ortsteilen Habartice (Ebersdorf) und Háj (Göhe), die zugleich Katastralbezirke bilden.

## Sehenswürdigkeiten
- Schlosshof (Zámecký dvůr). Der ehemalige Zollhof, ein restauriertes Gebäude aus dem Jahr 1620, bildet den Mittelpunkt des Ortes und wird heute als Gaststätte und Hotel/Pension genutzt.

## Verkehr
Eine ausgebaute Straße führt von der Grenze in Richtung Frýdlant.
Die Buslinie „PonyExpress“ verbindet Habartice mit Prag, Liberec (Reichenberg) und Friedland. In Habartice besteht ein Straßen-Grenzübergang nach Zawidów (Seidenberg) in Polen. Nach dem Beitritt Tschechiens und Polens zum Schengener Abkommen im Dezember 2007 wurden die Kontrollstellen und Grenzsicherungsanlagen abgebaut.
Touristisch sind Habartice und sein Umland nur wenig erschlossen, obwohl es landschaftlich reizvoll am Fuß des Isergebirges liegt.